# Austroblechnum
Austroblechnum, rod paprati iz porodice rebračevki (Blechnaceae) kojemu pripada 34 vrste i dva hibrida iz Amerike, Pacifika, Australije, Malezije, Madagaskara i Novog Zelanda. Opisan je 2016.

## Vrste
1. Austroblechnum aequatoriense (A. Rojas) Gasper & V.A.O.Dittrich
2. Austroblechnum andinum (Baker) Gasper & V.A.O.Dittrich
3. Austroblechnum ascendens (A. Rojas) Gasper & V.A.O.Dittrich
4. Austroblechnum asperum (Klotzsch) Gasper & V.A.O.Dittrich
5. Austroblechnum banksii (Hook. fil.) Gasper & V.A.O.Dittrich
6. Austroblechnum colensoi (Hook. fil.) Gasper & V.A.O.Dittrich
7. Austroblechnum corralense (Espinosa) Gasper & V.A.O.Dittrich
8. Austroblechnum difforme (Copel.) Gasper & V.A.O.Dittrich
9. Austroblechnum divergens (Kunze) Gasper & V.A.O.Dittrich
10. Austroblechnum durum (T. Moore) Gasper & V.A.O.Dittrich
11. Austroblechnum fernandezianum (Looser) Gasper & V.A.O.Dittrich
12. Austroblechnum integrifrons (Bonap. ex Rakotondr.) Gasper & V.A.O.Dittrich
13. Austroblechnum ivohibense (C. Chr.) comb. ined.
14. Austroblechnum jamaicense (Broadh.) Gasper & V.A.O.Dittrich
15. Austroblechnum keysseri (Rosenst.) Gasper & V.A.O.Dittrich
16. Austroblechnum lanceolatum (R. Br.) Gasper & V.A.O.Dittrich
17. Austroblechnum lechleri (T. Moore) Gasper & V.A.O.Dittrich
18. Austroblechnum lehmannii (Hieron.) Gasper & V.A.O.Dittrich
19. Austroblechnum leyboldtianum (Phil.) Gasper & V.A.O.Dittrich
20. Austroblechnum lherminieri (Bory) Gasper & V.A.O.Dittrich
21. Austroblechnum melanocaulon (Brack.) Gasper & V.A.O.Dittrich
22. Austroblechnum membranaceum (Colenso ex Hook.) Gasper & V.A.O.Dittrich
23. Austroblechnum microphyllum (Goldm.) Gasper & V.A.O.Dittrich
24. Austroblechnum norfolkianum (Heward) Gasper & V.A.O.Dittrich
25. Austroblechnum organense (Brade) Gasper & V.A.O.Dittrich
26. Austroblechnum patersonii (R. Br.) Gasper & V.A.O.Dittrich
27. Austroblechnum penna-marina (Poir.) Gasper & V.A.O.Dittrich
28. Austroblechnum pinnatifidum (A. Rojas) Gasper & V.A.O.Dittrich
29. Austroblechnum raiateense (J. W. Moore) Gasper & V.A.O.Dittrich
30. Austroblechnum squamipes (Hieron.) Gasper & V.A.O.Dittrich
31. Austroblechnum stoloniferum (Mett. ex E. Fourn.) Gasper & V.A.O.Dittrich
32. Austroblechnum vallegrandense (M. Kessler & A. R. Sm.) Gasper & V.A.O.Dittrich
33. Austroblechnum vieillardii (Mett.) Gasper & V.A.O.Dittrich
34. Austroblechnum wardiae (Mickel & Beitel) Gasper & V.A.O.Dittrich
35. Austroblechnum ×aggregatum (Colenso) Gasper & V.A.O.Dittrich
36. Austroblechnum ×rodriguezii (Aguiar, L. G. Quintan. & Amigo) Gasper & V.A.O.Dittrich